# إسكات الجين
إسكات الجين هو مصطلح عام يصف السيرورات اللاوراثية لتنظيم الجينات. وعادةً يستعمل المصطلح للإشارة إلى «إطفاء» الجين بواسطة أي آلية غير التعديل الجيني. هذا يعني أنَّ الجين الذي يعبر عنه تحت الظروف الطبيعية «أي يتم تشغيله»، تقوم آلية في الخلية بإطفائه (إسكاته). إسكات الجين يحدث حين لا يكون الرنا قادراً على صنع البروتين خلال عملية الترجمة.

## إسكات الجينات النسخية
إسكات الجين النسخي هو نتيجة للتغيرات اللاجينية في الحمض النووي (مثل مثيلة الحمض النووي أو تعديلات هيستون) أو عن طريق الارتباط بالقمع للكاتم [Silencer] أو عن طريق الأحماض النووية الريبية غير المشفرة. عن طريق تعديل نهايات الهيستون ، يتم إنشاء نوع من الحالة غير المتجانسة حول الجين ، مما يمنع آلية النسخ (بوليميريز الحمض النووي الريبي ، عوامل النسخ ، إلخ) من الارتباط. المثال الكلاسيكي هو ظاهرة تسمى تغير تأثير الموقع (PEV). يغير حالة الكروماتين وبالتالي يتحكم في نشاط النسخ للجين أو منطقة الجين المصابة.

## إسكات الجينات بعد النسخ

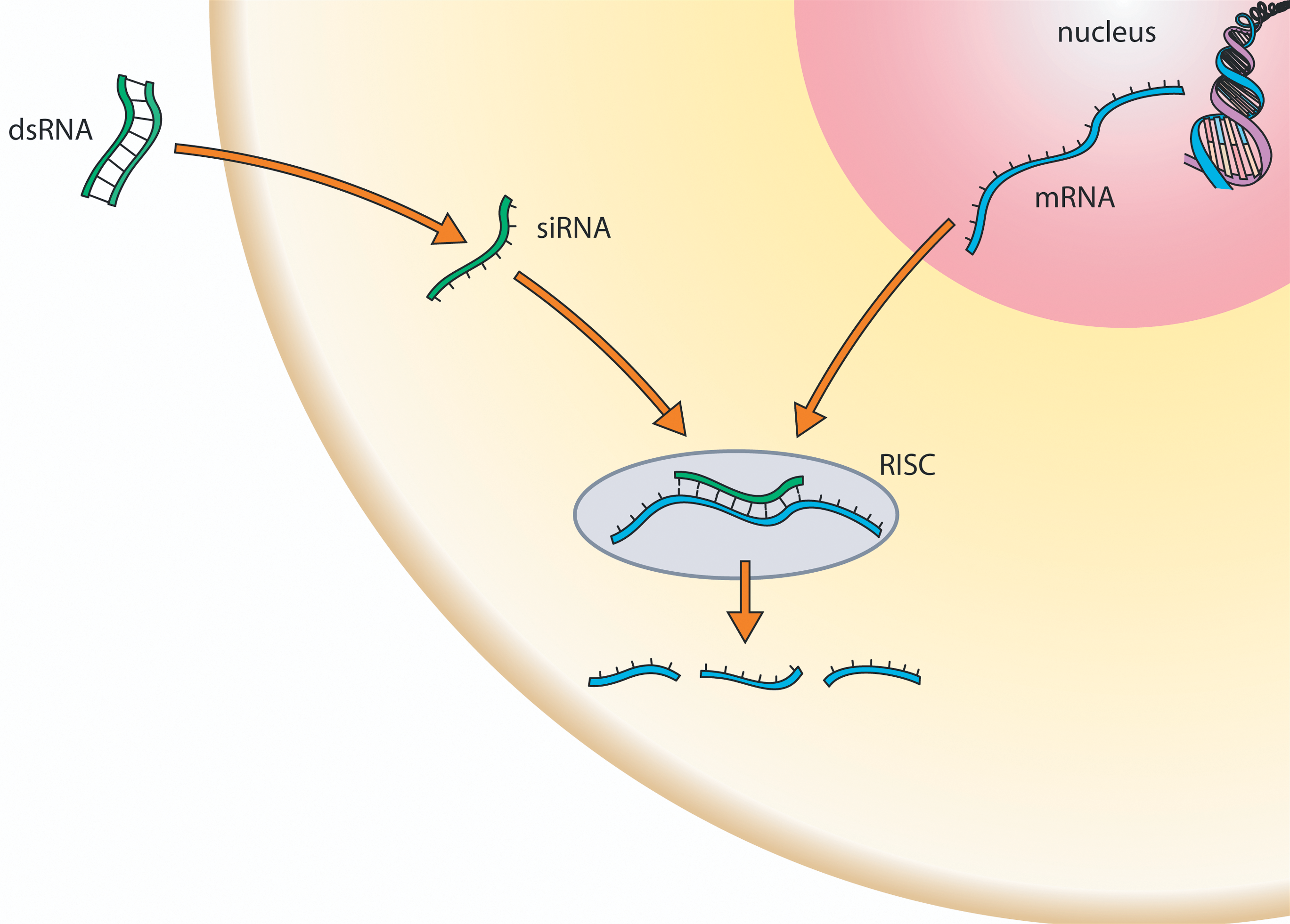
آلية إسكات الجينات بعد النسخ بواسطة تدخل الحمض النووي الريبي
يشير إسكات الجينات بعد النسخ (PTGS) إلى العمليات التي تحدث فقط بعد نسخ المعلومات الجينية من الحمض النووي إلى الحمض النووي الريبي المنقول ، على سبيل المثال. قبل وأثناء الترجمة. تشتمل أشكال إسكات الجينات بعد النسخ على تحلل الرنا المرسال غير المناسب (NMD) وتداخل الحمض النووي الريبي RNAi (RNA-Interference).  بينما يعمل اضمحلال الرنا المرسال غير المناسب في المقام الأول على تجنب طفرات النقاط غير المنطقية ، فإن تداخل الحمض النووي الريبي هو عملية تنظيمية في الغالب تتضمن جزيئات معينة من الحمض النووي الريبي مثل ميرنا وسيرنا. يمكن أن يؤدي إسكات الجينات بعد النسخ إلى تدهور مكثف في mRNA لجين معين. يؤدي تحلل الرنا المرسال إلى منع الترجمة وبالتالي تكوين منتج الجين المحدد (عادة بروتين). بالإضافة إلى ذلك ، من الممكن تثبيط مباشر خاص بالجينات للترجمة نتيجة لإسكات الجينات بعد النسخ.